# かめバス

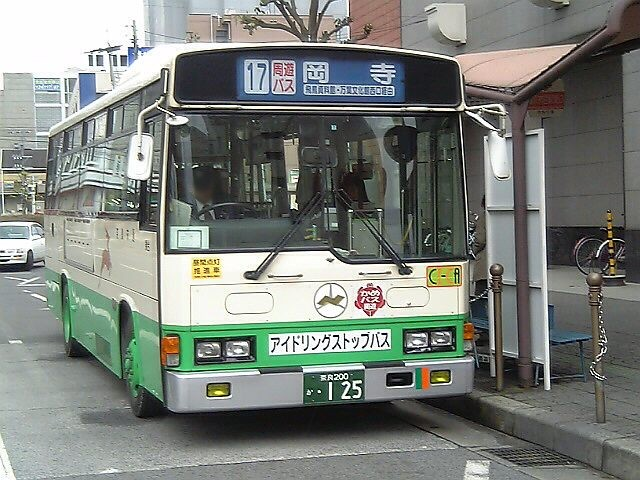
周遊バス（赤かめ）

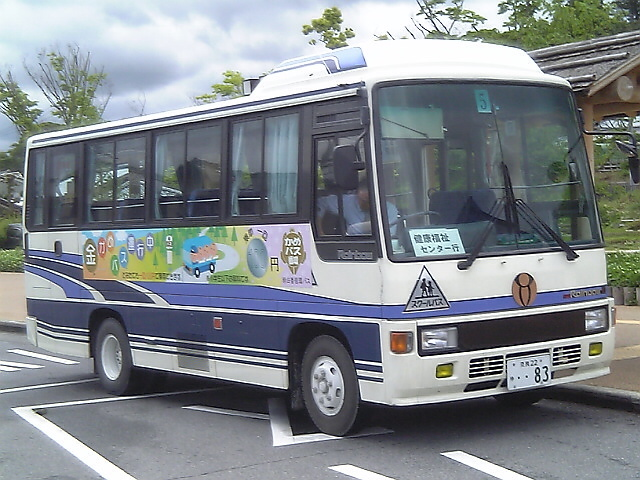
循環バス(金かめ)

かめバスは、奈良県高市郡明日香村において運行されているバスの愛称。由来は、村内で出土した亀形石造物にちなんだもので、シンボルマークもカメとなっている。周遊バス（赤かめ）、循環バス（金かめ）の2種類のバスが存在している。なお、奈良交通葛城営業所が運行を担当している。

## 概要
明日香村においては、高松塚古墳や飛鳥寺をはじめとした古来の観光施設が村内に散らばっており、観光シーズンではマイカーなどによる道路渋滞や村内を走る路線バスの本数が少ないなど、数多くの不満が寄せられていた。一方、村内においてもスクールバスの補助金の停止、明日香村に住んでいる住民の高齢化や過疎化に伴う外出支援など、公共交通に関する問題を抱えていた。このため、これら二つの異なる需要に対応するためのバス交通の構築を行う必要にとらわれ、奈良交通、明日香村と明日香村公共交通活性化推進協議会の三者協議により話合いが進められた。
この結果、2003年度における国土交通省の広域的な公共交通利用転換に関する実証実験制度を利用して、「明日香村における周遊バス・循環バスへの利用転換実証実験」と題した実験が2003年9月から2年間行われた。これは、ゾーンバスシステムを採用し、明日香村への起点となる近鉄線の橿原神宮前駅と飛鳥駅からの観光周遊を主眼に置いた周遊バス（愛称：赤かめ）と、主に村民の足の改善を目的として各集落入口まで運行する循環バス（愛称：金かめ）を設定するものであった。また、一部特定日においては、明日香村の周遊で良く用いられているレンタサイクルと組み合わせたマルチライドシステムの試験も行われた。
これら施策が功を成して、村内における路線バスの利用者は飛躍的な増加を遂げた。そのため、実証試験終了後も、路線網の見直しを行いながらも、運転が続けられている。

## 現行路線

### 周遊バス（赤かめ）
- [15] 橿原神宮前駅東口→明日香奥山・飛鳥資料館西→万葉文化館西口→石舞台→岡寺前→健康福祉センター→高松塚→飛鳥駅→檜前（学校休校日運休）
- [16] 橿原神宮前駅東口 - 明日香奥山・飛鳥資料館西 - 万葉文化館西口 - 石舞台 - 岡寺前 - 健康福祉センター - 高松塚 - 飛鳥駅
- [17] 橿原神宮前駅東口 - 明日香奥山・飛鳥資料館西 - 万葉文化館西口 - 石舞台（平日のみ運行）
- [23] 橿原神宮前駅東口 - 明日香小山 - 明日香奥山・飛鳥資料館西 - 万葉文化館西口 - 石舞台 - 岡寺前 - 健康福祉センター - 高松塚 - 飛鳥駅
- [文] 橿原神宮前駅東口→明日香小山→明日香奥山・飛鳥資料館西→万葉文化館西口→岡寺前→健康福祉センター（学校休校日運休）
- [文] 健康福祉センター→岡寺前→甘樫丘→橿原神宮駅東口（学校開校日の水曜のみ運行）

- - 2003年9月1日：運行を開始する。
  - 2006年3月27日：金かめの路線再編に合わせて小山経由の便を新設する。

明日香村の玄関口となる近鉄吉野線の橿原神宮前駅及び飛鳥駅から明日香村中心部へのアクセス路線である。そのため、甘樫丘、飛鳥寺、石舞台、岡寺、高松塚古墳をはじめとした観光客が多く訪れている箇所にバス停を設けている。

### 循環バス（金かめ）
- 健康福祉センター→飛鳥駅→健康福祉センター
- 健康福祉センター→栢森→健康福祉センター
  - 2006年4月1日 路線の再編を行い、畑・尾曽方面の路線を全線で廃止する。また、高市方面の栢森～入谷間で運転を中止する。
  - 2015年10月1日より一旦休止され、村民限定のジャンボタクシー「明日香金かめ乗合交通」の実証運行が開始された[1]。

上記の赤かめと違い1乗車100円で乗車できる村営のコミュニティバスである。運行は奈良交通葛城営業所が担当している。
路線には棚田で有名な稲渕、近年有名となったキトラ古墳がある阿部山などが見られる。当路線のバスターミナルは健康福祉センターにあり、ここから日中のみ1~2時間に1本の割合で運行されている。

## 車両
赤かめは、奈良交通の路線バスの車両で運行されており、車体正面に「かめバス周遊」と描かれた赤色のかめのステッカーが貼られており、行先方向幕にも「周遊バス」と書かれている。一方、金かめは、一般のマイクロバス車両で運行されており車体正面と側面に「かめバス循環」と描かれた金色のかめのステッカーが貼られている。

## その他

### 1日フリー券
- 赤かめバスのみ1日乗り放題で利用できる明日香周遊バス1日フリー券が販売されている。（金かめバスには使用できない。）
- またこのフリー券で石舞台、飛鳥資料館⇔桜井駅南口行の路線、飛鳥駅⇔橿原神宮駅東口間（国道169号線経由）にも乗車できる。
- 便利であるがバスの車内では発売されていないため販売箇所の確認が必要である。
- 販売箇所
- 橿原市
  - 橿原神宮前駅窓口
- 明日香村
  - 飛鳥駅前あすか人の館
  - 飛鳥資料館前レストラン
  - 石舞台駐車場料金所
  - 明日香観光会館
- 桜井市
  - 桜井駅北口 奈良交通桜井案内所